# Daniel Noah
Daniel Noah (* 25. November 1986 in Bielefeld) ist ein deutscher Schauspieler und Deejay.

## Leben
Noah wuchs in Bielefeld auf, wo er sein Abitur absolvierte. Nach dem Zivildienst zog er nach Köln, um dort von 2008 bis 2010 eine Schauspielausbildung an der Film Acting School Cologne zu absolvieren. Er wirkte in mehreren Fernsehproduktionen mit unter anderem in der ZDF-Fernsehserie Heldt im Tatort (Dortmund) (ARD) unter der Regie von Richard Huber. 2017 drehte er für die Amazon-Serie Genius unter der Regie von Ron Howard. Außerdem ist er seit seinem 14. Lebensjahr als DJ in Deutschland unterwegs.
Noah lebt in Köln / Potsdam.

## Filmografie
- 2010: Die Farben des Regenbogens (Kurzfilm), Regie: Marian Bruchholz
- 2012: Gegen die Zeit (Kurzfilm), Regie: Artur Rundt
- 2012: Alleine (Kurzfilm), Regie: Patrick Linke
- 2012: Stille Nacht in Stalingrad (ZDF) Regie: Sebastian Denhardt
- 2013: Nicht spurlos (Kurzfilm) Regie: Christian Ebeling
- 2014: Sarajevo – der Weg in die Katastrophe[3] (ZDF), Regie: Saskia Weisheit
- 2014: Das Umher Gefühl (Kurzfilm), Regie: Philipp Lenhart
- 2014: Die Tierliebhaber (Kurzfilm), Regie: Erdal Ceylan
- 2014: Bhayyia (Kurzfilm), Regie: Habiba Mohtadi
- 2015: WDR Crime (WDR), Regie: Saskia Weisheit
- 2016: Aspach (Kino), Regie: Koni Hansen
- 2016: Dunkle Materie (Kurzfilm), Regie: Anna Maria Wer
- 2016: Deutschlands große Clans – Die C&A Story (ZDF), Regie: Sebastian Denhardt
- 2016: Rubrum (Kurzfilm), Regie: Irman Thiessen
- 2018: Dein Leben Deine Zeit, Regie: Erik Rottmann
- 2021: Tatort: Masken, Regie: Ayşe Polat
- 2022: Tatort: Du bleibst hier (ARD),  Regie: Richard Huber
- 2022–2023: Gute Zeiten Schlechte Zeiten (RTL), Hauptrolle: Sascha Beck
- 2023: GZSZ Paris Special, Regie: Janka Venus
- 2023–2024: Das Küstenrevier, Hauptrolle: Alexander Jacobsen
- 2024: Inga Lindström – Die Liebe des Puppenspielers (ZDF), Regie: Marco Serafini

## Fernsehserien
- 2012: Alles was zählt (RTL)
- 2015: Heldt (ZDF), Regie: Heinz Dietz
- 2016: Genius, Regie: Ron Howard
- 2017: Alles was zählt (RTL)
- 2019: Styx & Co (Pilot), Regie: Carlos E. Pascher
- 2019: Heldt (ZDF) – Treppe Abwärts, Regie: Nico Zavelberg
- 2020: Alarm für Cobra 11 (RTL) – Schöne neue Welt, Regie: Franco Tozza und Christian Paschmann
- 2022: SOKO Köln – Die Perle (ZDF)
- seit 2022: Gute Zeiten, schlechte Zeiten (RTL)
- Seit 2024: Das Küstenrevier (Sat.1)

## Theater (Auswahl)
- 2012: Unter Druck, Bühne der Kulturen Arkadisch Theater (Köln)
- 2015: Baumeister Solness (Düsseldorfer Schauspielhaus), Regie: Stefan Müller